# Shericka Jacksonová
Shericka Jacksonová (* 16. července 1994) je jamajská sprinterka, která aktivně závodí od roku 2008, se specializací na běh na 400 metrů. Na této trati získala bronz na Letních olympijských hrách v roce 2016, kde vytvořila osobní rekord 49,85 sekundy. O rok dříve získala bronz na Mistrovství světa v atletice.
V současnosti je časem 21,41 sekundy na trati 200 metrů druhou nejrychlejší ženou historie, a to hned za světovou rekordmankou Florence Griffith-Joynerovou.